# Angelo Bianchi
Angelo Bianchi (Roma, 19 de noviembre de 1817-ibid., 22 de enero de 1897) fue un cardenal de la Iglesia católica, nuncio apostólico en Alemania y España, y prefecto de la Congregación de Ritos.

## Biografía
De familia acomodada, estudió en el seminario San Apolinario en Roma donde realizó los cursos de diplomacia pontificia. Ordenado sacerdote, fue nombrado el 15 de octubre de 1864 encargado de negocios en Suiza en calidad de protonotario apostólico.

### Nuncio en Baviera
El 14 de marzo de 1868 fue enviado en calidad de pro-nuncio a Holanda donde permaneció hasta su nombramiento, el 10 de octubre de 1874, como arzobispo de Mira, recibiendo el 1 de noviembre siguiente la consagración episcopal de manos del cardenal Giuseppe Berardi. El 14 de noviembre es nombrado nuncio apostólico de Baviera en Múnich permaneciendo en el cargo hasta 1877. El 8 de junio de 1877 recibe el nombramiento de secretario de la Sagrada Congregación de Obispos y Regulares en Roma, donde permanecerá durante dos años.

### Nuncio en Madrid
El 30 de septiembre de 1879 sucede oficialmente a Giacomo Cattani en la nunciatura de Madrid, ocupando plaza un mes más tarde. Mientras estaba de titular recibió comunicado de su elevación al cardenalato en el consistorio del 25 de septiembre de 1882, regresando a Roma al año siguiente, en febrero de 1883.

### Regreso a Roma
El papa León XIII le asigna en el consistorio del 15 de marzo de 1883 el título presbiteral cardenalicio de Santa Práxedes, promoviéndole, más adelante, el 24 de mayo de 1889 a la sede suburbicaria de Palestrina; mantuvo el título hasta 1891. 
Va recibiendo en los últimos años sucesivos nombramientos: miembro del Consejo para la Administración de la Riqueza de la Sede Apostólica, el 25 de abril de 1885; prefecto de la Sagrada Congregación de Ritos y Ceremonias, el 15 de noviembre de 1887 hasta el 14 de marzo de 1889; pro-datario papal vitalicio, 14 de marzo de 1889; administrador de la abadía nullius de Subiaco, 23 de septiembre de 1889.
Falleció en Roma el 22 de enero de 1897 y fue enterrado en la tumba familiar del cementerio de Campo Verano.